# 彭瑞德 (美國外交官)
彭瑞德，美國外交官，歷任美國國務院副發言人及美國駐廣州總領事館新聞文化領事等職，通曉中文及義大利語，以職業外交官身分經手過數項涵蓋亞洲、歐洲及中東的關鍵外交政策及國安挑戰。

## 生涯

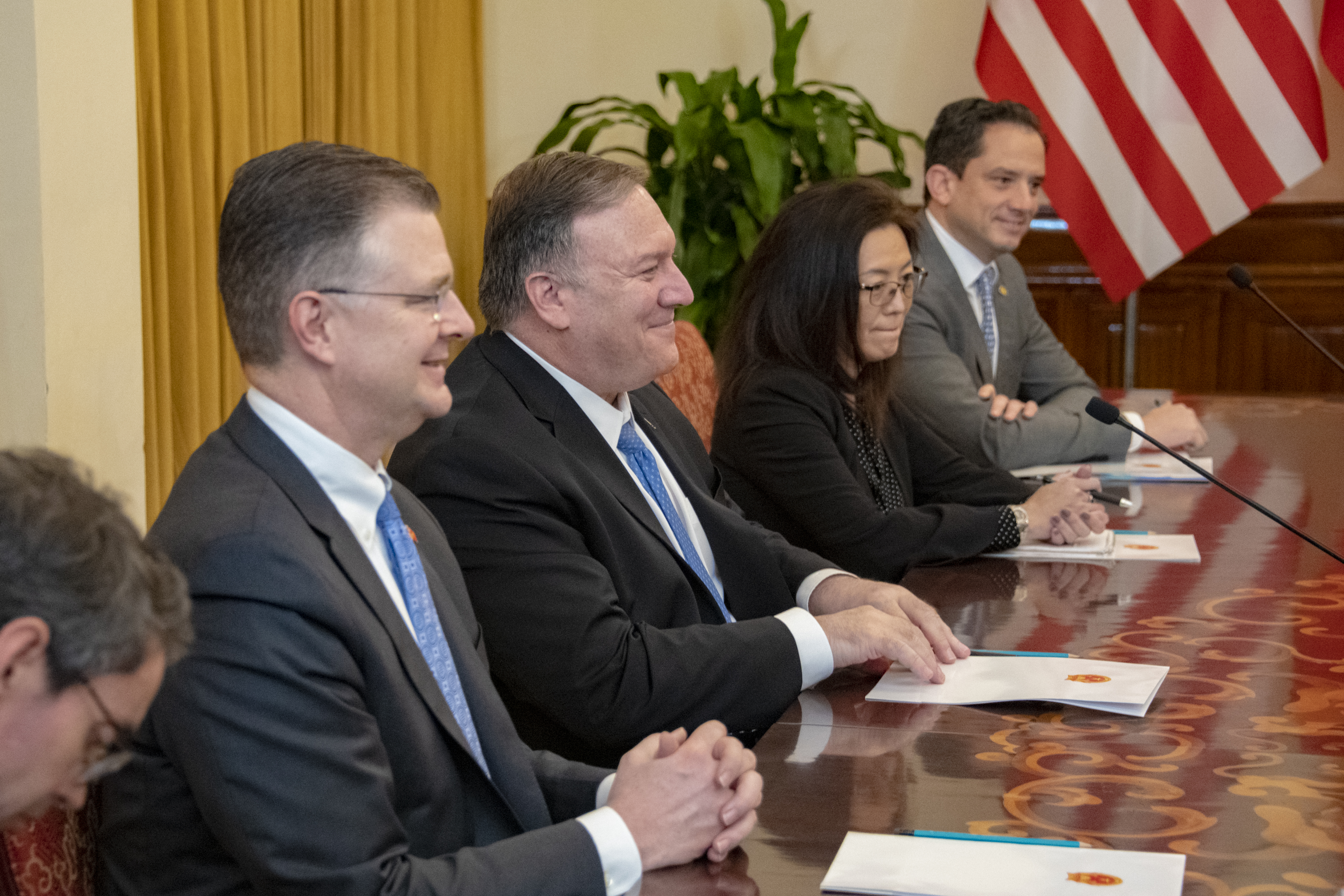
彭瑞德（右一）於國務院副發言人任內，偕同麥克·龐培歐國務卿及康達駐越南大使等美方官員會見越南外交部長兼副總理范平明。2019年2月26日攝於越南河內。

彭瑞德畢業自聖母大學、华盛顿与李大学法学院及美國陸軍戰爭學院，曾隨美國陸軍軍法署從事亞洲及歐洲法律事務，並在盧安達服海外勤務。
加入外交體系服務後，彭瑞德在美國國務院亞太局從事過多項職務，歷任代理公共外交主任、公共外交次卿國會事務高級助理、陸天娜參議員事務處國安研究員、駐米蘭總領事館新聞文化領事、駐廣州總領事館新聞文化領事、南亞中亞局發言人、中國事務科員、亞太助卿助理幕僚、駐胡志明市總領事館領事官，亦曾代理美國國安會發言人。
2018年8月20日，彭瑞德至美國國務院公共事務局出任國務院副發言人，主管媒體事務，亦充當戰略通訊主任。2020年6月1日至2021年1月19日間則轉任史蒂芬·畢根副國務卿的幕僚長。2021年至2022年間，出任美國駐伊拉克艾比爾總領事。2022年9月起，出任國務院副執行秘書。

## 軼事
2019年3月26日，彭瑞德以國務院副發言人身分主持記者招待會。美國之音記者張蓉湘問及國務院向國會呈交《西藏旅行對等法》第4節相關報告的細節，笑稱彭氏若想要的話，可用現代標準漢語答詢。彭瑞德隨即打趣地以中文回應：「我沒有...事先準備一個...好的回答，我的普通話...百分之百忘了。在未來，如果妳給我一個忙，我會準備，OK？好不好？」，引起與會記者團嘻笑及鼓掌。